# Chartreuse de Rome
La Chartreuse Sainte-Marie-des-Anges, primitivement Sainte-Croix-de-Jérusalem, était un ancien monastère chartreux dans les thermes de Dioclétien, convertis en église, Sainte-Marie-des-Anges, à Rome.

## Histoire
Au début du XVe siècle, Dom Boson, général des chartreux, demande au pape Benoît XI la concession d'un emplacement, situé dans les ruines des thermes de Dioclétien, où s’élève une église, dédiée à saint Cyriaque, et l'habitation dans laquelle, disait-on, Saint Bruno a résidé lors de son séjour auprès du pape Urbain II. Ce projet n'a pas de suite.
En 1363, Nicolas et Napoléon Orsini, aristocrates romains, demandent au pape l'autorisation de fonder une chartreuse dans les ruines des thermes de Dioclétien. En 1370, le pape Urbain V concède à l'ordre des chartreux, le couvent d'augustins qui dessert la basilique Sainte-Croix-de-Jérusalem dont le monastère, financé par Nicolas Orsini, prend le nom. Il est difficile de concilier la dévotion populaire, des pèlerins venant vénérer les reliques de la Vraie Croix, et la solitude cartusienne. Les souverains pontifes comblent de faveurs ce couvent qui est loin du centre ville.
En 1561, Pie IV transfère le monastère aux thermes de Dioclétien, centre d’une dévotion aux anges, d’où le titre de Sainte-Marie-des-Anges que prend la chartreuse. Le pape offre la basilique Sainte-Marie-des-Anges-et-des-Martyrs, aménagée par Michel-Ange ; mais l’Ordre doit financer le reste de l’installation, d’où des difficultés internes avec l’Espagne. Le revenu consiste en grande partie en pensions servies par les chartreuses italiennes. Des travaux d’embellissement considérables ont lieu au XVIIIe siècle.
De 1797 à 1810, c'est le siège du procureur général de l'Ordre des Chartreux, représentant de l'ordre auprès du Saint-Siège. Le prieur de la chartreuse de Rome est en même temps procureur général. La chartreuse est incamérée par le gouvernement italien en 1873, et la communauté la quitte en 1884.

## Moines notables

### Prieurs
Sainte-Croix-de-Jérusalem
- 1370 : Gui, premier prieur[1].

- Pierre (†1403), profès de Seiz, prieur de Bistra, de Rome.

- 1476 : Laurent Zeewen de Roosendael (†1477).

- 1510 : Jacques de Aragon, prieur de Capri en 1509, prieur de Rome en 1510 et élu prieur de Naples en 1511, tandis qu’il était nommé visiteur de la province d’Italie Citérieure, future province Saint-Bruno.

Sainte-Marie-des-Anges
- 1579 : Jean-Baptiste Ruino (†1588), né à Bologne d’une famille noble, profès de Pavie, prieur de Capri en 1575, de Rome en 1579, de Naples en 1580, étant en même temps visiteur de la Province cartusienne de Saint-Bruno, simultanément procureur général, institué par le pape en 1583 commandeur des Hospitaliers du Saint-Esprit à Rome.

- ~1590 : Guillaume Cheilsom (†1593), alias Cheisholm, évêque de Vaison en 1570, prieur des Chartreux à Lyon, en 1589, puis à Rome, procureur général de l'ordre en 1592, mort en charge à la chartreuse de Rome, enterré dans la Basilique Sainte-Marie-des-Anges-et-des-Martyrs.

- 1636 : Chrestophle ou Christophe Dupuy (1580-†1654), fils de Claude Dupuy, aumônier du roi (1614-1616), puis se fait chartreux, prieur de Rome en 1636, procureur général de l'ordre en 1643[2].

- 1676 : Alexandre Montecatini (†1689) (ou de Monte-Catino), né à Ferrare de famille noble, prieur de Rome et procureur général depuis 1676, nommé archevêque d’Avignon en 1686, et y meurt le 6 octobre 1689.

- ~1700 : N. de Rochefort, fils de César de Rochefort[3].

- 1770 : André le Masson (†1771)[4].

- 1864 : Rivara

## Œuvres liées à la chartreuse
- Saint Bruno examine un dessin des thermes de Dioclétien, emplacement de la future chartreuse de Rome, huile sur bois d'Eustache Le Sueur, 1645-1648, musée du Louvre[5] (exposée avec la série de la Vie de saint Bruno).

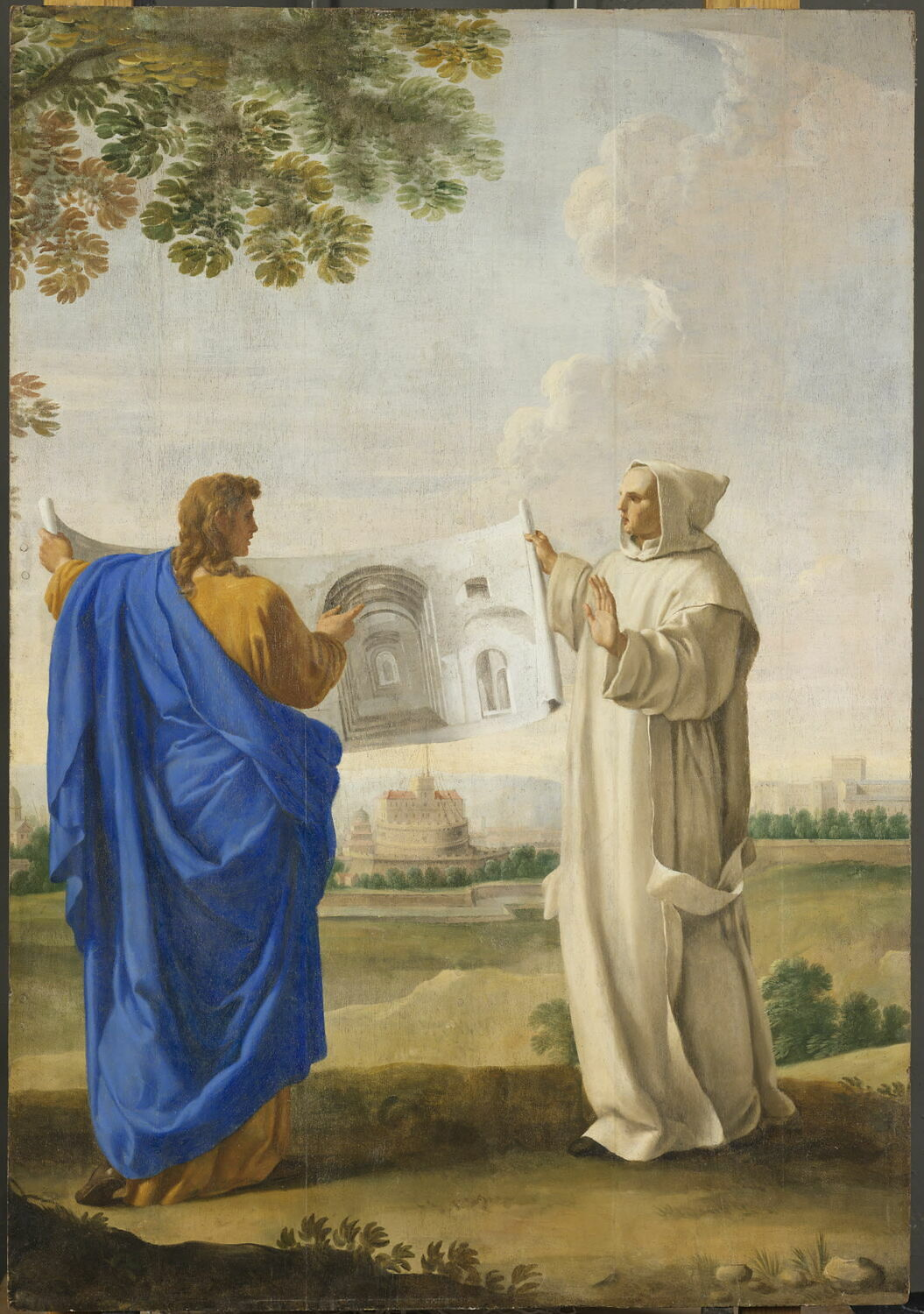
Saint Bruno examinant le plan de la Chartreuse de Rome d'Eustache Le Sueur, (Musée du Louvre).

- Saint-Bruno, statue en marbre de Jean-Antoine Houdon, 1767, Basilique Sainte-Marie-des-Anges-et-des-Martyrs[6].
- La Nuit. Vue des Cloîtres de la Chartreuse à Rome, estampe de Francesco Fidanza (en), 1802 lire en ligne sur Gallica.
- Intérieur du cloître des Chartreux à Rome, Huile sur bois de Ferdinand-Marie Delvaux, 1813, Musées royaux des Beaux-Arts de Belgique.
- Intérieur de la Chartreuse de Rome, peinture de François Marius Granet, 1831.